# Asumah Abubakar
Asumah Abubakar-Ankra (Kumasi, 8 ottobre 1997) è un calciatore ghanese naturalizzato portoghese, attaccante del Brisbane Roar.

## Caratteristiche tecniche
È un'ala destra.

## Carriera

### Club
Nel 2015 è stato acquistato dal Willem II.
Fa il suo debutto con il club olandese il 2 aprile 2016 nel corso del match perso 2-3 contro il Twente.

### Nazionale
Partecipa con la nazionale Under-19 portoghese al campionato europeo 2016 di categoria, mettendo a segno un gol.

## Statistiche

### Presenze e reti nei club
Statistiche aggiornate all' 11 giugno 2017.
| Stagione         | Squadra          | Campionato       | Campionato | Campionato | Coppe nazionali | Coppe nazionali | Coppe nazionali | Coppe continentali | Coppe continentali | Coppe continentali | Altre coppe | Altre coppe | Altre coppe | Totale | Totale |
| Stagione         | Squadra          | Comp             | Pres       | Reti       | Comp            | Pres            | Reti            | Comp               | Pres               | Reti               | Comp        | Pres        | Reti        | Pres   | Reti   |
| ---------------- | ---------------- | ---------------- | ---------- | ---------- | --------------- | --------------- | --------------- | ------------------ | ------------------ | ------------------ | ----------- | ----------- | ----------- | ------ | ------ |
| 2015-2016        | Willem II        | ED               | 1          | 0          | CO              | 0               | 0               |                    | -                  | -                  | -           | -           | -           | 1      | 0      |
| 2016-2017        | Willem II        | ED               | 15         | 0          | CO              | 1               | 0               |                    | -                  | -                  | -           | -           | -           | 16     | 0      |
| Totale Willem II | Totale Willem II | Totale Willem II | 16         | 0          |                 | 1               | 0               |                    | -                  | -                  |             | -           | -           | 17     | 1      |
| Totale carriera  | Totale carriera  | Totale carriera  | 16         | 0          |                 | 1               | 0               |                    | -                  | -                  |             | -           | -           | 17     | 1      |